# Mundial de Clubes FIFA de 2025 – Grupo H
O grupo H do Mundial de Clubes FIFA de 2025 ocorreu entre 18 e 26 de junho de 2025. O grupo foi formado por Real Madrid, Al-Hilal, Red Bull Salzburg e Pachuca, com as duas primeiras equipes avançando para as oitavas de final, respectivamente.

## Equipes
| Inscrição | Equipe            | Confederação | Método de qualificação                           | Data de qualificação |                      |             |      |                                                               |                     |
| --------- | ----------------- | ------------ | ------------------------------------------------ | -------------------- | -------------------- | ----------- | ---- | ------------------------------------------------------------- | ------------------- |
| Inscrição | Equipe            | Confederação | Método de qualificação                           | Data de qualificação | A1 (cabeça-de-chave) | Real Madrid | UEFA | Campeão da Liga dos Campeões da UEFA de 2021–22 (C) e 2023–24 | 14 de março de 2023 |
| A2        | Al-Hilal          | AFC          | Campeão da Liga dos Campeões da AFC de 2021      | 14 de março de 2023  |                      |             |      |                                                               |                     |
| A3        | Pachuca           | CONCACAF     | Campeão da Copa dos Campeões da CONCACAF de 2024 | 1 de junho de 2024   |                      |             |      |                                                               |                     |
| A4        | Red Bull Salzburg | UEFA         | Classificação de 4 anos da UEFA                  | 17 de abril de 2024  |                      |             |      |                                                               |                     |

## Encontros anteriores
- Real Madrid x Al-Hilal:
  - 2022, final da Copa do Mundo de Clubes da FIFA de 2022, Real Madrid 5–3 Al-Hilal
- Pachuca x Red Bull Salzburg: nenhum
- Real Madrid x Pachuca: 
  - 2024, final da Copa Intercontinental da FIFA de 2024, Real Madrid 3–0 Pachuca
- Red Bull Salzburg x Al-Hilal: nenhum
- Red Bull Salzburg x Real Madrid:
  - 2019, amistoso, Red Bull Salzburg 0–1 Real Madrid
- Al-Hilal x Pachuca: nenhum

## Classificação
| Pos | Equipe            | Pts | J | V | E | D | GP | GC | SG | Classificação ou descenso |
| --- | ----------------- | --- | - | - | - | - | -- | -- | -- | ------------------------- |
| 1   | Real Madrid       | 7   | 3 | 2 | 1 | 0 | 7  | 2  | +5 | Oitavas de final          |
| 2   | Al-Hilal          | 5   | 3 | 1 | 2 | 0 | 3  | 1  | +2 | Oitavas de final          |
| 3   | Red Bull Salzburg | 4   | 3 | 1 | 1 | 1 | 2  | 4  | −2 |                           |
| 4   | Pachuca           | 0   | 3 | 0 | 0 | 3 | 2  | 7  | −5 |                           |

## Partidas
As partidas seguem os fusos horários UTC-4 e UTC-5.

### Real Madrid x Al-Hilal
| 18 de junho   | Real Madrid   | 1 – 1            | Al-Hilal        | Hard Rock Stadium, Miami Gardens           |
| 15:00 (UTC−4) | G. García 34' | Relatório (FIFA) | Neves 41' (pen) | Público: 62 415 Árbitro: ARG Facundo Tello |

| Real Madrid | Al-Hilal |

| G              | 1  | Thibaut Courtois       |     |     |
| LD             | 12 | Trent Alexander-Arnold |     | 65' |
| Z              | 24 | Dean Huijsen           |     |     |
| Z              | 35 | Raúl Asencio           |     | 46' |
| LE             | 20 | Fran García            |     |     |
| M              | 14 | Aurélien Tchouaméni    |     |     |
| M              | 8  | Federico Valverde      |     |     |
| M              | 5  | Jude Bellingham        |     | 84' |
| A              | 11 | Rodrygo                |     | 65' |
| A              | 30 | Gonzalo García         |     |     |
| A              | 7  | Vinícius Júnior        | 15' | 80' |
| Substituições: |    |                        |     |     |
| M              | 15 | Arda Güler             |     | 46' |
| Z              | 17 | Lucas Vázquez          |     | 65' |
| A              | 21 | Brahim Díaz            |     | 65' |
| M              | 44 | Víctor Muñoz           |     | 80' |
| M              | 10 | Luka Modrić            |     | 84' |
| Treinador:     |    |                        |     |     |
| Xabi Alonso    |    |                        |     |     |

| G              | 37 | Yassine Bounou          |       |     |
| LD             | 20 | João Cancelo            |       | 64' |
| Z              | 87 | Hassan Al-Tombakti      |       |     |
| Z              | 3  | Kalidou Koulibaly       |       |     |
| LE             | 6  | Renan Lodi              |       | 83' |
| M              | 8  | Rúben Neves             | 89'   |     |
| M              | 22 | Sergej Milinković-Savić |       |     |
| M              | 29 | Salem Al-Dawsari        |       |     |
| A              | 77 | Malcom                  |       | 64' |
| A              | 11 | Marcos Leonardo         |       | 83' |
| A              | 16 | Nasser Al-Dawsari       |       | 76' |
| Substituições: |    |                         |       |     |
| M              | 15 | Mohammed Al-Qahtani     | 90+1' | 64' |
| Z              | 88 | Hamad Al-Yami           |       | 64' |
| M              | 28 | Mohamed Kanno           |       | 76' |
| Z              | 24 | Moteb Al-Harbi          | 90+9' | 83' |
| M              | 18 | Musab Al-Juwayr         |       | 83' |
| Treinador:     |    |                         |       |     |
| Simone Inzaghi |    |                         |       |     |

| Homem do Jogo: Fran García Bandeirinhas: Juan Pablo Belatti Gabriel Chade Quarto árbitro: César Ramos Árbitro assistente de vídeo: Leodán González Árbitros assistentes de árbitro de vídeo: Hernán Mastrángelo Tatiana Guzmán |

### Pachuca x Red Bull Salzburg
| 18 de junho   | Pachuca      | 1 – 2            | Red Bull Salzburg        | TQL Stadium, Cincinnati                      |
| 18:00 (UTC−4) | González 56' | Relatório (FIFA) | Gloukh 42' · Onisiwo 76' | Público: 5 282 Árbitro: ALG Mustapha Ghorbal |

| Pachuca | Red Bull Salzburg |

| G              | 25 | Carlos Moreno        |     |     |
| LD             | 24 | Luis Rodríguez       |     |     |
| Z              | 4  | Eduardo Bauermann    |     |     |
| Z              | 16 | Federico Pereira     | 75' |     |
| LE             | 8  | Bryan González       |     |     |
| M              | 28 | Elías Montiel        |     | 88' |
| M              | 5  | Pedro Pedraza        |     | 55' |
| A              | 12 | Alexéi Domínguez     |     | 88' |
| M              | 18 | Agustín Palavecino   |     | 77' |
| A              | 29 | Kenedy               |     | 77' |
| A              | 23 | Salomón Rondón       |     |     |
| Substituições: |    |                      |     |     |
| A              | 10 | John Kennedy         |     | 55' |
| M              | 6  | Santiago Homenchenko |     | 77' |
| M              | 26 | Alan Bautista        |     | 77' |
| M              | 14 | Carlos Sánchez       |     | 88' |
| A              | 30 | Avilés Hurtado       |     | 88' |
| Treinador:     |    |                      |     |     |
| Jaime Lozano   |    |                      |     |     |

| G              | 52 | Christian Zawieschitzky |  |     |
| LD             | 22 | Stefan Lainer           |  |     |
| Z              | 23 | Joane Gadou             |  |     |
| Z              | 2  | Jacob Rasmussen         |  |     |
| LE             | 13 | Frans Krätzig           |  | 88' |
| M              | 45 | Dorgeles Nene           |  |     |
| M              | 18 | Mads Bidstrup           |  |     |
| M              | 38 | Valentin Sulzbacher     |  | 55' |
| M              | 30 | Oscar Gloukh            |  | 79' |
| A              | 20 | Edmund Baidoo           |  | 55' |
| A              | 21 | Petar Ratkov            |  | 55' |
| Substituições: |    |                         |  |     |
| A              | 11 | Yorbe Vertessen         |  | 55' |
| M              | 5  | Soumaila Diabate        |  | 55' |
| A              | 9  | Karim Onisiwo           |  | 55' |
| A              | 28 | Adam Daghim             |  | 79' |
| Z              | 36 | John Mellberg           |  | 88' |
| Treinador:     |    |                         |  |     |
| Thomas Letsch  |    |                         |  |     |

| Homem do jogo: Oscar Gloukh Bandeirinhas: Mokrane Gourari Abbes Akram Zerhouni Quarto árbitro: Ibrahim Mutaz Árbitro assistente de vídeo: Hamza Al-Fariq Árbitros assistentes de árbitro de vídeo: Mahmoud Ashour Tomasz Kwiatkowski |

### Real Madrid x Pachuca
| 22 de junho   | Real Madrid                               | 3 – 1            | Pachuca     | Bank of America Stadium, Charlotte             |
| 15:00 (UTC−4) | Bellingham 35' · Güler 43' · Valverde 70' | Relatório (FIFA) | Montiel 80' | Público: 70 248 Árbitro: BRA Ramon Abatti Abel |

| Real Madrid | Pachuca |

| G              | 1  | Thibaut Courtois       |    |     |
| LD             | 12 | Trent Alexander-Arnold |    | 78' |
| Z              | 35 | Raúl Asencio           | 7' |     |
| Z              | 24 | Dean Huijsen           |    |     |
| LE             | 20 | Fran García            |    |     |
| M              | 14 | Aurélien Tchouaméni    |    |     |
| M              | 15 | Arda Güler             |    | 60' |
| M              | 5  | Jude Bellingham        |    | 60' |
| A              | 8  | Federico Valverde      |    |     |
| A              | 30 | Gonzalo García         |    | 46' |
| A              | 7  | Vinícius Júnior        |    | 87' |
| Substituições: |    |                        |    |     |
| A              | 21 | Brahim Díaz            |    | 46' |
| M              | 10 | Luka Modrić            |    | 60' |
| M              | 19 | Dani Ceballos          |    | 60' |
| Z              | 22 | Antonio Rüdiger        |    | 78' |
| M              | 44 | Victor Muñoz           |    | 87' |
| Treinador:     |    |                        |    |     |
| Xabi Alonso    |    |                        |    |     |

| G              | 25 | Carlos Moreno        |     |     |
| LD             | 24 | Luis Rodríguez       |     | 60' |
| Z              | 4  | Eduardo Bauermann    |     |     |
| Z              | 16 | Federico Pereira     |     |     |
| LE             | 8  | Bryan González       |     |     |
| M              | 28 | Elías Montiel        |     |     |
| M              | 26 | Alan Bautista        |     | 46' |
| M              | 12 | Alexei Domínguez     |     | 46' |
| M              | 18 | Agustín Palavecino   | 18' | 72' |
| M              | 29 | Kenedy               |     | 60' |
| A              | 23 | Salomón Rondón       |     |     |
| Substitutions: |    |                      |     |     |
| A              | 10 | John Kennedy         |     | 46' |
| Z              | 22 | Gustavo Cabral       |     | 46' |
| Z              | 14 | Carlos Sánchez       |     | 60' |
| M              | 19 | Javier Eduardo López |     | 60' |
| M              | 32 | Víctor Guzmán        |     | 72' |
| Treinador:     |    |                      |     |     |
| Jaime Lozano   |    |                      |     |     |

| Homem do Jogo: Jude Bellingham Bandeirinhas: Danilo Manis Rafael Alves Quarto árbitro: Espen Eskås Árbitro assistente de vídeo: Hernán Mastrángelo Árbitros assistentes de árbitro de vídeo: Juan Lara Marco Di Bello |

### Red Bull Salzburg x Al-Hilal
| 22 de junho   | Red Bull Salzburg | 0 – 0            | Al-Hilal | Audi Field, Washington, D.C.                        |
| 18:00 (UTC−4) |                   | Relatório (FIFA) |          | Público: 16 167 Árbitro: BRA Wilton Pereira Sampaio |

| Red Bull Salzburg | Al-Hilal |

| G              | 52 | Christian Zawieschitzky |     |     |
| LD             | 22 | Stefan Lainer           |     |     |
| Z              | 23 | Joane Gadou             |     |     |
| Z              | 2  | Jacob Rasmussen         |     |     |
| LE             | 13 | Frans Krätzig           |     |     |
| M              | 45 | Dorgeles Nene           |     | 77' |
| M              | 18 | Mads Bidstrup (c)       |     |     |
| M              | 5  | Soumaila Diabate        | 36' | 46' |
| M              | 30 | Oscar Gloukh            |     | 65' |
| A              | 20 | Edmund Baidoo           |     | 77' |
| A              | 9  | Karim Onisiwo           |     | 65' |
| Substitutions: |    |                         |     |     |
| Z              | 36 | John Mellberg           |     | 46' |
| A              | 28 | Adam Daghim             |     | 65' |
| A              | 8  | Sōta Kitano             | 85' | 65' |
| M              | 14 | Maurits Kjærgaard       |     | 77' |
| A              | 11 | Yorbe Vertessen         |     | 77' |
| Treinador:     |    |                         |     |     |
| Thomas Letsch  |    |                         |     |     |

| G              | 37 | Yassine Bounou          |  |     |
| LD             | 20 | João Cancelo            |  | 80' |
| Z              | 87 | Hassan Al-Tombakti      |  | 89' |
| Z              | 3  | Kalidou Koulibaly       |  |     |
| LE             | 6  | Renan Lodi              |  | 89' |
| M              | 8  | Rúben Neves             |  |     |
| M              | 22 | Sergej Milinković-Savić |  |     |
| M              | 16 | Nasser Al-Dawsari       |  | 89' |
| A              | 77 | Malcom                  |  | 68' |
| A              | 11 | Marcos Leonardo         |  |     |
| A              | 29 | Salem Al-Dawsari        |  |     |
| Substituições: |    |                         |  |     |
| M              | 28 | Mohamed Kanno           |  | 68' |
| Z              | 88 | Hamad Al-Yami           |  | 80' |
| Z              | 24 | Moteb Al-Harbi          |  | 89' |
| Z              | 78 | Ali Lajami              |  | 89' |
| M              | 18 | Musab Al-Juwayr         |  | 89' |
| Treinador:     |    |                         |  |     |
| Simone Inzaghi |    |                         |  |     |

| Homem do Jogo: Yassine Bounou Bandeirinhas: Bruno Boschilia Bruno Pires Quarto árbitro: Jean-Jacques Ndala Árbitro assistente de vídeo: Nicolás Gallo Árbitros assistentes de árbitro de vídeo: Armando Villarreal Bram Van Driessche |

### Al-Hilal x Pachuca
| 26 de junho   | Al-Hilal                               | 2 – 0            | Pachuca | Geodis Park, Nashville                      |
| 20:00 (UTC−5) | Al-Dawsari 22' · Marcos Leonardo 90+5' | Relatório (FIFA) |         | Público: 14 147 Árbitro: NED Danny Makkelie |

| Al-Hilal | Pachuca |

| G              | 37 | Yassine Bounou          |       |     |
| LD             | 20 | João Cancelo            |       | 86' |
| Z              | 87 | Hassan Al-Tombakti      |       | 76' |
| Z              | 3  | Kalidou Koulibaly       | 52'   |     |
| LE             | 6  | Renan Lodi              | 45+4' | 71' |
| M              | 8  | Rúben Neves             |       |     |
| M              | 22 | Sergej Milinković-Savić |       |     |
| M              | 16 | Nasser Al-Dawsari       |       |     |
| A              | 77 | Malcom                  |       | 86' |
| A              | 11 | Marcos Leonardo         |       |     |
| A              | 29 | Salem Al-Dawsari        |       | 76' |
| Substituições: |    |                         |       |     |
| Z              | 24 | Moteb Al-Harbi          |       | 71' |
| M              | 28 | Mohamed Kanno           |       | 76' |
| Z              | 78 | Ali Lajami              |       | 76' |
| Z              | 88 | Hamad Al-Yami           |       | 86' |
| M              | 18 | Musab Al-Juwayr         |       | 86' |
| Treinador:     |    |                         |       |     |
| Simone Inzaghi |    |                         |       |     |

| G              | 13 | Sebastián Jurado   |       |     |
| Z              | 2  | Sergio Barreto     | 17'   | 56' |
| Z              | 4  | Eduardo Bauermann  |       |     |
| Z              | 16 | Federico Pereira   |       |     |
| M              | 14 | Carlos Sánchez     |       | 77' |
| M              | 28 | Elías Montiel      |       |     |
| M              | 18 | Agustín Palavecino |       | 77' |
| M              | 3  | Alonso Aceves      |       |     |
| A              | 12 | Alexéi Domínguez   | 45+1' | 56' |
| A              | 23 | Salomón Rondón     |       |     |
| A              | 29 | Kenedy             |       | 63' |
| Substituições: |    |                    |       |     |
| Z              | 8  | Bryan González     |       | 56' |
| A              | 30 | Avilés Hurtado     |       | 56' |
| M              | 26 | Alan Bautista      |       | 63' |
| A              | 9  | Illian Hernández   |       | 77' |
| M              | 5  | Pedro Pedraza      |       | 77' |
| Treinador:     |    |                    |       |     |
| Jaime Lozano   |    |                    |       |     |

| Homem do Jogo: Salem Al-Dawsari Bandeirinhas: Hessel Steegstra Jan de Vries Quarto árbitro: Jean-Jacques Ndala Árbitro assistente de vídeo: Rob Dieperink Árbitros assistentes de árbitro de vídeo: Marco Di Bello Tomasz Kwiatkowski |

### Red Bull Salzburg x Real Madrid
| 26 de junho   | Red Bull Salzburg | 0 – 3            | Real Madrid                                          | Lincoln Financial Field, Filadélfia       |
| 21:00 (UTC−4) |                   | Relatório (FIFA) | Vinícius Júnior 40' · Valverde 45+3' · G. García 84' | Público: 64 811 Árbitro: MRT Dahane Beida |

| Red Bull Salzburg | Real Madrid |

| G              | 52 | Christian Zawieschitzky |  |     |
| LD             | 22 | Stefan Lainer           |  |     |
| Z              | 23 | Joane Gadou             |  |     |
| Z              | 2  | Jacob Rasmussen         |  |     |
| LE             | 13 | Frans Krätzig           |  |     |
| M              | 45 | Dorgeles Nene           |  | 89' |
| M              | 5  | Soumaila Diabate        |  | 73' |
| M              | 15 | Mamady Diambou          |  | 46' |
| M              | 30 | Oscar Gloukh            |  |     |
| A              | 20 | Edmund Baidoo           |  | 89' |
| A              | 21 | Petar Ratkov            |  | 46' |
| Substituições: |    |                         |  |     |
| M              | 14 | Maurits Kjærgaard       |  | 46' |
| A              | 28 | Adam Daghim             |  | 46' |
| A              | 11 | Yorbe Vertessen         |  | 73' |
| Z              | 6  | Samson Baidoo           |  | 89' |
| A              | 9  | Karim Onisiwo           |  | 89' |
| Treinador:     |    |                         |  |     |
| Thomas Letsch  |    |                         |  |     |

| G             | 1  | Thibaut Courtois       |  |     |
| LD            | 12 | Trent Alexander-Arnold |  |     |
| Z             | 22 | Antonio Rüdiger        |  | 66' |
| Z             | 24 | Dean Huijsen           |  |     |
| LE            | 20 | Fran García            |  |     |
| M             | 14 | Aurélien Tchouaméni    |  |     |
| M             | 15 | Arda Güler             |  | 66' |
| M             | 5  | Jude Bellingham        |  | 82' |
| A             | 8  | Federico Valverde      |  | 74' |
| A             | 30 | Gonzalo García         |  |     |
| A             | 7  | Vinícius Júnior        |  | 66' |
| Substiuições: |    |                        |  |     |
| M             | 10 | Luka Modrić            |  | 66' |
| A             | 11 | Rodrygo                |  | 66' |
| Z             | 31 | Jacobo Ramón           |  | 66' |
| M             | 19 | Dani Ceballos          |  | 74' |
| A             | 21 | Brahim Díaz            |  | 82' |
| Treinador:    |    |                        |  |     |
| Xabi Alonso   |    |                        |  |     |

| Homem do Jogo: Vinícius Júnior Bandeirinhas: Jerson Emiliano dos Santos Stephen Yiembe Quarto árbitro: Ma Ning Árbitro assistente de vídeo: Ivan Bebek Árbitros assistentes de árbitro de vídeo: Hamza Al-Fariq Bastian Dankert |

## Disciplina
Os pontos de fair play serão usados como critério de desempate se os registros gerais e de confronto direto das equipes estiverem empatados. Estes são calculados com base nos cartões amarelos e vermelhos recebidos em todas as partidas do grupo da seguinte forma:
- primeiro cartão amarelo: menos 1 ponto
- cartão vermelho indireto (segundo cartão amarelo): menos 3 pontos
- cartão vermelho direto: menos 4 pontos
- cartão amarelo e cartão vermelho direto: menos 5 pontos

Apenas uma das deduções acima pode ser aplicada a um jogador em uma única partida.
| Seleções          | Jogo 1                        | Jogo 1                            | Jogo 1  | Jogo 1               | Jogo 2                        | Jogo 2                            | Jogo 2  | Jogo 2               | Jogo 3                        | Jogo 3                            | Jogo 3  | Jogo 3               | Pontos |
| Seleções          | Penalizado com cartão amarelo | Penalizado · Penalizado · Expulso | Expulso | Penalizado · Expulso | Penalizado com cartão amarelo | Penalizado · Penalizado · Expulso | Expulso | Penalizado · Expulso | Penalizado com cartão amarelo | Penalizado · Penalizado · Expulso | Expulso | Penalizado · Expulso | Pontos |
| ----------------- | ----------------------------- | --------------------------------- | ------- | -------------------- | ----------------------------- | --------------------------------- | ------- | -------------------- | ----------------------------- | --------------------------------- | ------- | -------------------- | ------ |
| Real Madrid       | 1                             |                                   |         |                      |                               |                                   | 1       |                      |                               |                                   |         |                      | -5     |
| Al-Hilal          | 3                             |                                   |         |                      |                               |                                   |         |                      | 2                             |                                   |         |                      | -5     |
| Pachuca           | 1                             |                                   |         |                      | 1                             |                                   |         |                      | 2                             |                                   |         |                      | -4     |
| Red Bull Salzburg |                               |                                   |         |                      | 2                             |                                   |         |                      |                               |                                   |         |                      | –2     |